# Viipperonjärvi
Viipperonjärvi är en sjö i kommunen Suonenjoki i landskapet Norra Savolax i Finland. Sjön ligger 116,7 meter över havet. Den är 10 meter djup. Arean är 99 hektar och strandlinjen är 7,71 kilometer lång. Sjön  ingår i Kymmene älvs huvudavrinningsområde.   Den ligger omkring 53 kilometer sydväst om Kuopio och omkring 280 kilometer norr om Helsingfors. 